# 晏嬰
晏 嬰（あん えい、?  - 紀元前500年）は、中国春秋時代の斉の政治家。氏は晏、諱は嬰、字は仲、諡は平。萊の夷維（現在の山東省濰坊市高密市）の人。父は晏弱（晏桓子）。子は晏圉（あんぎょ）。妻の名及び生まれは史書に記載なし。霊公・荘公光・景公の3代に仕え、上を憚ることなく諫言を行った。名宰相として評価が高く、晏平仲、もしくは晏子と尊称される。

## 略歴
『史記』「管晏列伝」によると、晏嬰は身長が「6尺（周代の1尺は22.5cm。135cm）に満たず」であった。しかし小さな体に大きな勇気を備え、常に社稷（国家）を第一に考えて上を恐れず諫言を行い、人民に絶大な人気を誇り、君主も彼を憚った。また質素を心がけ、肉が食卓に出ることが稀だった。また狐の毛皮から仕立てた一枚きりの服を、30年も着ていたという。その生活ぶりは、倹約さを示す故事成語「三十年一狐裘」「豚肩豆を掩わず」として、後世に残った。

## 伝記
最初に仕えた霊公の時期、町の女性の間で男装をすることが流行り、霊公はこれを止めさせたいと思って禁令を出した。しかし、もともとこの流行は霊公の妃から始まったのであり、霊公は相変わらず妃には男装をさせていたので、流行は収まらなかった。そこで晏嬰は「君のやっている事は牛の頭を看板に使って馬の肉を売っているようなものです。宮廷で禁止すればすぐに流行は終わります」と諫言し、その通りにすると流行は収まった。このことが「牛頭馬肉」の言葉を生み、後に変化して故事成語の「羊頭狗肉」になる。
また晋との戦いで敗北した時に、まだ戦えるにもかかわらず霊公が逃亡しようとしたので、これを必死で止め、「あなたも勇気がないのですね。まだ戦えるのにどうして逃げるのですか」と諌めた。その際、霊公の袖を晏嬰が引きちぎってしまい、霊公がその無礼に怒って剣に手をかけたが、晏嬰は「私を斬り捨てる勇気を持って敵と戦って下さい」と言う。が霊公はこれを聞かずに「お前を斬り捨てる勇気がないから逃げるのだ」と国都の臨淄へ逃げ帰った。
次代の荘公の時期の紀元前551年、晋の卿（大臣格の貴族）の欒盈（欒懐子）が士匄（范宣子）との権力争いに敗れて、斉へ亡命してきた。荘公はこれを歓迎して復讐に手を貸そうとし、晏嬰は反対したが受け入れられなかった。荘公は度々の晏嬰の諫言を疎ましく思うようになり、それを感じとった晏嬰は職を辞して田舎にひきこもり、畑を耕して日を送る。
しかし荘公は、相の崔杼の妻と密通していた。怒った崔杼は紀元前548年5月、自邸に荘公をおびき寄せ、私兵をもって殺した。これを聞いた晏嬰は急いで駆けつけた。もし荘公を悼む様子を見せれば崔杼によって殺され、崔杼におもねれば不忠の臣としての悪名を受けることになるが、晏嬰は
と言って、型通りの哭礼だけを行って帰っていった。崔杼の配下は晏嬰も捕え殺そうとしたが、崔杼は人民に人気がある晏嬰を殺すのはまずいと考え、これを止めさせた。
その後、崔杼は慶封と共に景公を擁立し、反対派を圧迫するために皆を集めて「崔杼・慶封に組しない者は殺す」と宣言した。しかし晏嬰はこれに従わず「君主に忠誠を尽くし、社稷のためになる者に従う」と言い返した。これら一連の晏嬰の姿勢が、彼の名を不朽のものとしたのである。
崔杼と慶封は政権を握るが、崔杼は紀元前546年に慶封により殺され、その慶封も翌紀元前545年、陳無宇や鮑氏（鮑叔の子孫）・高氏・欒氏に攻められて滅びた。この時にどちらの陣営も景公を手に入れて正当を主張しようとしたが、晏嬰は彼らの戦いを私闘として景公を守り通した。

## 名宰相
その後、景公に信任されて宰相の地位に上り、田氏一門の司馬穰苴を推薦した。
紀元前540年に晋へ使節に行った時に晋の名臣の羊舌肸（叔向）と会い、「田氏（陳無宇・田乞父子）は民に対して恵みを与えて人気を取っているので、いずれ斉は田氏に取って代わられるかもしれない」と言った。この言葉は約150年後に実現することになる。
また使節として楚へ行った際に、楚の霊王は斉を侮り、晏嬰を辱めんとした。楚の城門に来た晏嬰がひどい小男なのを見て、楚の者は大門の横の狭い潜り戸に晏嬰を案内した。晏嬰は「犬が入る門で他国の使節を迎えるのは、犬の国のすることであろう。自分は今日、使節として来た。楚国は私を、この戸から入らせてよいのか」と言った。そこで楚の者は、大門を開いて晏嬰を入らせた。
霊王に会見すると、霊王は貧相な晏嬰を見て「いったい、斉には人がいないのか」と言った。晏嬰は答え「人がいないことがありましょうか。斉の臨淄は街路300余り、人々が袖を広げれば日も遮られ、人々が汗をふるうと雨となり、肩と肩、踵と踵がぶつかるほどに人がいます」。霊王「では何故、貴殿のような者を使節によこしたのか」。晏嬰「斉が使節を任ずるには適性を考慮し、賢王のもとには賢者を、不肖の王侯には不肖の者を使節に遣わします。自分は最も不肖なる者ゆえ、楚国に使節として使わされました」と答えた。
また会見の宴のさなか、役人が縛られた者を連れてきた。霊王は「それは何者か」と聞いた。役人は「斉人です」と答えた。霊王はまた「何をしたのか」と聞いた。役人は「泥棒です」と答えた。霊王は晏嬰に向かい「斉の者は盗みが性分なのかね」と聞いた。晏嬰は、「江南に橘という樹があります。これを江北に植えると橘と為らずして、棘のある枳と為ります。これは土と水のためです。斉人は斉に居りては盗まず、その良民が楚に来たれば盗みをいたします。何故でしょうか？楚の風土のせいでございましょう」。霊王「聖人に戯れんとして、却って自ら恥をかいたか」と苦笑いした（故事成語「南橘北枳」の語源）。横道で天下に悪名高い霊王をへこませたことで、彼の名は更に上がった。
その後も折に触れ、景公に対して諫言を行った。紀元前500年に晏嬰は妻に対して家法を変えぬようにと遺言して死去した。晏嬰が危篤に陥った時、景公は海辺に遊びに行っていた。そこに早馬が来て晏嬰が危篤と聞くと、馬車に飛び乗って臨淄に向かった。景公は馬車の速度が遅いと、御者から手綱を奪い取り自ら御を執った。それでも遅いので、ついには自分の足で走った。晏嬰の邸に着くと、家に入り、遺体にすがって泣いた。近臣が、「非礼でございます」と言ったが、景公は「むかし夫子（晏嬰のこと）に従って公阜に遊んだ時、一日に三度わしを責めた。いま誰が寡人（わたし）を責めようか」と言い泣き続けた。
死後、「平」を諡され、晏平仲と呼ばれるが、後世の人々は晏子と尊称した。

## 評価
晏嬰は斉の宰相として管仲と並び称され、春秋時代を見渡しても一、二を争う名宰相とされている。司馬遷は『史記』列伝において最初の「伯夷・叔斉列伝」の次に「管晏列伝」（管仲と晏嬰）を持ってきている。さらには「（晏嬰の）御者になりたい」とまで語っており、尊敬の大きさが見て取れる。また、その言行録として『晏子春秋』があり、その中には様々な逸話が載っている。
孔子も「平仲（晏嬰）は善く人と交わる。久しくして之を敬す」と褒めているが、孔子には晏嬰に対して否定的な評も多い。ただ孔子は斉に仕官しようとして晏嬰に止められたということがあり、これが影響していると考えられる。同じく儒家である孟子も晏嬰を認めず、管仲・晏嬰を評して「（覇道によって天下を治めるのは）自分の目指すところではない」と述べている。
晏嬰の逸話として他に、3勇士を2つの桃で殺した話がある。驕り高ぶって他人の言う事も耳に貸さなくなった公孫接・田開疆・古冶子の3人の勇将を晏嬰は退けたいと思い、2つの桃を用意して「功績の高い者から食べよ」と言った。公孫接・田開疆が先に桃を取ると、古冶子が「私に功績が無いと言うのか」となじった。公孫接・田開疆は自分の貪りを恥じて自殺し、古冶子も2人が死んで自分だけ生き残るわけにはいかないと自刎し、晏嬰の策略は成功した。彼らの人となりをよく知り、あえて3人を罪に問わず刑罰に服させしむる事無しに（つまり自分の手を汚さずに）自決させたこの逸話は「梁父吟」という詩に詠われ、その詩を諸葛亮が良く口ずさんでいたことで有名である。

## 晏嬰を題材にした小説
- 宮城谷昌光『晏子』（新潮社、1994年）
- 丁寅生『孔子物語』（徳間書店、2008年）ISBN 978-4198927929